# Gorgythion alcandra
Gorgythion alcandra är en fjärilsart som beskrevs av Paul Mabille 1878. Gorgythion alcandra ingår i släktet Gorgythion och familjen tjockhuvuden. Inga underarter finns listade i Catalogue of Life.